# 1411
Il 1411 (MCDXI in numeri romani) è un anno  del XV secolo.

## Eventi
- Sigismondo di Lussemburgo e Luigi d'Angiò calano in Italia con mire espansionistiche.
- 1º febbraio - Trattato di Toruń: Fu un trattato di pace che concluse ufficialmente la guerra polacco–lituano–teutonica tra il Regno di Polonia e il Granducato di Lituania da un lato, e l'ordine teutonico dall'altro.

## Nati
- 3 febbraio - Galeotto Roberto Malatesta, condottiero italiano († 1432)
- 21 settembre - Riccardo Plantageneto, III duca di York, nobile britannico († 1460)
- Muhammad VIII di Granada, sultano († 1431)
- Comando Comandi, insegnante italiano († 1475)
- Enrico il Pacifico di Brunswick-Lüneburg, duca († 1473)
- Paolo Erizzo, politico italiano († 1470)
- Juan de Mena, poeta e umanista spagnolo († 1456)
- Adolfo Orlandi, politico italiano
- Latino di Carlo Orsini, cardinale italiano († 1477)
- Niccolò Porcinari, politico italiano († 1481)
- Maria di Savoia, principessa († 1469)
- Andrea da Schivenoglia, scrittore e storico italiano
- Bosio I Sforza, condottiero italiano († 1476)
- Nicodemo Trincadini, diplomatico, politico e nobile italiano († 1481)
- Margherita d'Este, nobile italiano († 1476)
- Jean le Jeune, cardinale e vescovo cattolico francese († 1451)

## Morti
- 18 gennaio - Jobst di Moravia, sovrano
- 6 febbraio - Esaù de' Buondelmonti
- 15 febbraio - Corrado Caracciolo, cardinale e arcivescovo cattolico italiano
- 17 febbraio - Solimano Çelebi, principe ottomano (n. 1377)
- 1º aprile - Caterina di Vendôme, nobile
- 12 aprile - Roberto I di Bar, nobile francese (n. 1344)
- 14 maggio - Margherita di Kleve, nobildonna tedesca
- 3 giugno - Leopoldo IV d'Asburgo, duca (n. 1371)
- 21 giugno - Eric IV di Sassonia-Lauenburg, duca (n. 1354)
- 26 luglio - Elisabetta di Norimberga, regina (n. 1358)
- 14 settembre - Luca Manzoli, cardinale italiano
- 21 settembre - Anna Mortimer, nobile britannica (n. 1390)
- 2 ottobre - Antonio Calvi, cardinale e vescovo cattolico italiano (n. 1341)
- 4 novembre - Khalil Sultan, sovrano (n. 1384)
- 28 dicembre - Bartolomeo da Saliceto, giurista italiano
- Hasdai Crescas, filosofo e teologo spagnolo (n. 1340)
- Paolo di Giovanni Fei, pittore italiano (n. 1345)
- Giovanni da Rivalta, vescovo cattolico italiano
- Gabriele Guasco, nobile, politico e condottiero italiano
- Hugh Herland, architetto e artigiano inglese (n. 1330)
- Nicholas von Renys, condottiero prussiano (n. 1360)
- Gerlach Peters, mistico tedesco (n. 1378)
- Antonia Salimbeni, nobildonna italiana (n. 1369)
- Marsiglio Torelli, politico italiano
- Daniele d'Ungrispach, mercante italiano (n. 1344)
- Cecco del Borgo, nobile e condottiero italiano (n. 1350)

## Calendario
| Calendario 1411 | Calendario 1411 | Calendario 1411 | Calendario 1411 | Calendario 1411 | Calendario 1411 | Calendario 1411 | Calendario 1411 | Calendario 1411 | Calendario 1411 | Calendario 1411 | Calendario 1411 | Calendario 1411 | Calendario 1411 | Calendario 1411 | Calendario 1411 | Calendario 1411 | Calendario 1411 | Calendario 1411 | Calendario 1411 | Calendario 1411 | Calendario 1411 | Calendario 1411 | Calendario 1411 | Calendario 1411 | Calendario 1411 | Calendario 1411 | Calendario 1411 | Calendario 1411 | Calendario 1411 | Calendario 1411 | Calendario 1411 | Calendario 1411 |
| --------------- | --------------- | --------------- | --------------- | --------------- | --------------- | --------------- | --------------- | --------------- | --------------- | --------------- | --------------- | --------------- | --------------- | --------------- | --------------- | --------------- | --------------- | --------------- | --------------- | --------------- | --------------- | --------------- | --------------- | --------------- | --------------- | --------------- | --------------- | --------------- | --------------- | --------------- | --------------- | --------------- |
|                 | 1               | 2               | 3               | 4               | 5               | 6               | 7               | 8               | 9               | 10              | 11              | 12              | 13              | 14              | 15              | 16              | 17              | 18              | 19              | 20              | 21              | 22              | 23              | 24              | 25              | 26              | 27              | 28              | 29              | 30              | 31              |                 |
| Gennaio         | Gi              | Ve              | Sa              | Do              | Lu              | Ma              | Me              | Gi              | Ve              | Sa              | Do              | Lu              | Ma              | Me              | Gi              | Ve              | Sa              | Do              | Lu              | Ma              | Me              | Gi              | Ve              | Sa              | Do              | Lu              | Ma              | Me              | Gi              | Ve              | Sa              |                 |
| Febbraio        | Do              | Lu              | Ma              | Me              | Gi              | Ve              | Sa              | Do              | Lu              | Ma              | Me              | Gi              | Ve              | Sa              | Do              | Lu              | Ma              | Me              | Gi              | Ve              | Sa              | Do              | Lu              | Ma              | Me              | Gi              | Ve              | Sa              |                 |                 |                 |                 |
| Marzo           | Do              | Lu              | Ma              | Me              | Gi              | Ve              | Sa              | Do              | Lu              | Ma              | Me              | Gi              | Ve              | Sa              | Do              | Lu              | Ma              | Me              | Gi              | Ve              | Sa              | Do              | Lu              | Ma              | Me              | Gi              | Ve              | Sa              | Do              | Lu              | Ma              |                 |
| Aprile          | Me              | Gi              | Ve              | Sa              | Do              | Lu              | Ma              | Me              | Gi              | Ve              | Sa              | Do              | Lu              | Ma              | Me              | Gi              | Ve              | Sa              | Do              | Lu              | Ma              | Me              | Gi              | Ve              | Sa              | Do              | Lu              | Ma              | Me              | Gi              |                 |                 |
| Maggio          | Ve              | Sa              | Do              | Lu              | Ma              | Me              | Gi              | Ve              | Sa              | Do              | Lu              | Ma              | Me              | Gi              | Ve              | Sa              | Do              | Lu              | Ma              | Me              | Gi              | Ve              | Sa              | Do              | Lu              | Ma              | Me              | Gi              | Ve              | Sa              | Do              |                 |
| Giugno          | Lu              | Ma              | Me              | Gi              | Ve              | Sa              | Do              | Lu              | Ma              | Me              | Gi              | Ve              | Sa              | Do              | Lu              | Ma              | Me              | Gi              | Ve              | Sa              | Do              | Lu              | Ma              | Me              | Gi              | Ve              | Sa              | Do              | Lu              | Ma              |                 |                 |
| Luglio          | Me              | Gi              | Ve              | Sa              | Do              | Lu              | Ma              | Me              | Gi              | Ve              | Sa              | Do              | Lu              | Ma              | Me              | Gi              | Ve              | Sa              | Do              | Lu              | Ma              | Me              | Gi              | Ve              | Sa              | Do              | Lu              | Ma              | Me              | Gi              | Ve              |                 |
| Agosto          | Sa              | Do              | Lu              | Ma              | Me              | Gi              | Ve              | Sa              | Do              | Lu              | Ma              | Me              | Gi              | Ve              | Sa              | Do              | Lu              | Ma              | Me              | Gi              | Ve              | Sa              | Do              | Lu              | Ma              | Me              | Gi              | Ve              | Sa              | Do              | Lu              |                 |
| Settembre       | Ma              | Me              | Gi              | Ve              | Sa              | Do              | Lu              | Ma              | Me              | Gi              | Ve              | Sa              | Do              | Lu              | Ma              | Me              | Gi              | Ve              | Sa              | Do              | Lu              | Ma              | Me              | Gi              | Ve              | Sa              | Do              | Lu              | Ma              | Me              |                 |                 |
| Ottobre         | Gi              | Ve              | Sa              | Do              | Lu              | Ma              | Me              | Gi              | Ve              | Sa              | Do              | Lu              | Ma              | Me              | Gi              | Ve              | Sa              | Do              | Lu              | Ma              | Me              | Gi              | Ve              | Sa              | Do              | Lu              | Ma              | Me              | Gi              | Ve              | Sa              |                 |
| Novembre        | Do              | Lu              | Ma              | Me              | Gi              | Ve              | Sa              | Do              | Lu              | Ma              | Me              | Gi              | Ve              | Sa              | Do              | Lu              | Ma              | Me              | Gi              | Ve              | Sa              | Do              | Lu              | Ma              | Me              | Gi              | Ve              | Sa              | Do              | Lu              |                 |                 |
| Dicembre        | Ma              | Me              | Gi              | Ve              | Sa              | Do              | Lu              | Ma              | Me              | Gi              | Ve              | Sa              | Do              | Lu              | Ma              | Me              | Gi              | Ve              | Sa              | Do              | Lu              | Ma              | Me              | Gi              | Ve              | Sa              | Do              | Lu              | Ma              | Me              | Gi              |                 |